# Штибраны, Йозеф
Йозеф Штибраны (чеш. Jozef Štibrányi,; род. 11 января 1940, Vlčkovce, Трнава) — чехословацкий футболист, нападающий.

## Карьера

### Клубная карьера
Во взрослом футболе дебютировал в 1957 году в клубе «Спартак (Трнава)», в котором провёл пять сезонов своей карьеры.
В 1962 году присоединился к составу пражской команды «Дукла (Прага)», за которую отыграл следующие два сезона своей игровой карьеры, а в 1965 году вернулся в «Спартак (Трнава)» на один сезон.
В 1966 году перешёл в клуб «Витковице», за который отыграл 4 сезона, завершив футбольную карьеру в 1970 году.

### Карьера в сборной
В 1960 году дебютировал в официальных матчах в составе национальной сборной Чехословакии.
В составе сборной был участником чемпионата мира 1962 года в Чили, где вместе с командой стал вице-чемпионом мира. Сыграл в матчах против сборных Испании, Бразилии и Мексики. В матче против испанцев забил свой единственный гол в за национальную сборную.
Всего в составе сборной принял участие в 9 матчах, забив один гол.